# Liste des groupes d'espace (3+1)D (quadratique)
Pour des raisons de taille, la liste des groupes d'espace (3+1)D de l'article groupe d'espace (4D) est scindée en quatre pages :
- liste des groupes d'espace (3+1)D (triclinique, monoclinique) ;
- liste des groupes d'espace (3+1)D (orthorhombique) ;
- liste des groupes d'espace (3+1)D (quadratique) ;
- liste des groupes d'espace (3+1)D (trigonal, hexagonal).

Cette page liste les groupes d'espace (3+1)D (quadratique).
| Système quadratique ou tétragonal |                                                                       |       |                                                                         |       |                                                                       |       |                                                                       |       |                                                                         |
| 75.1                              | {\displaystyle P4\,(00\gamma )}                                       | 75.2  | {\displaystyle P4\,(00\gamma )q}                                        | 75.3  | {\displaystyle P4\,(00\gamma )s}                                      | 75.4  | {\displaystyle P4\,({\frac {1}{2}}{\frac {1}{2}}\gamma )}             | 75.5  | {\displaystyle P4\,({\frac {1}{2}}{\frac {1}{2}}\gamma )q}              |
| 76.1                              | {\displaystyle P4_{1}\,(00\gamma )}                                   | 76.2  | {\displaystyle P4_{1}\,({\frac {1}{2}}{\frac {1}{2}}\gamma )}           | 77.1  | {\displaystyle P4_{2}\,(00\gamma )}                                   | 77.2  | {\displaystyle P4_{2}\,(00\gamma )q}                                  | 77.3  | {\displaystyle P4_{2}\,({\frac {1}{2}}{\frac {1}{2}}\gamma )}           |
| 77.4                              | {\displaystyle P4_{2}\,({\frac {1}{2}}{\frac {1}{2}}\gamma )q}        | 78.1  | {\displaystyle P4_{3}\,(00\gamma )}                                     | 78.2  | {\displaystyle P4_{3}\,({\frac {1}{2}}{\frac {1}{2}}\gamma )q}        | 79.1  | {\displaystyle I4\,(00\gamma )}                                       | 79.2  | {\displaystyle I4\,(00\gamma )q}                                        |
| 79.3                              | {\displaystyle I4\,(00\gamma )s}                                      | 80.1  | {\displaystyle I4_{1}\,(00\gamma )}                                     | 80.2  | {\displaystyle I4_{1}\,(00\gamma )q}                                  | 81.1  | {\displaystyle P{\bar {4}}\,(00\gamma )}                              | 81.2  | {\displaystyle P{\bar {4}}\,({\frac {1}{2}}{\frac {1}{2}}\gamma )}      |
| 82.1                              | {\displaystyle I{\bar {4}}\,(00\gamma )}                              | 83.1  | {\displaystyle P4/m\,(00\gamma )}                                       | 83.2  | {\displaystyle P4/m\,(00\gamma )s0}                                   | 83.3  | {\displaystyle P4/m\,({\frac {1}{2}}{\frac {1}{2}}\gamma )}           | 84.1  | {\displaystyle P4_{2}/m\,(00\gamma )}                                   |
| 84.2                              | {\displaystyle P4_{2}/m\,({\frac {1}{2}}{\frac {1}{2}}\gamma )}       | 85.1  | {\displaystyle P4/n\,(00\gamma )}                                       | 85.2  | {\displaystyle P4/n\,(00\gamma )s0}                                   | 85.3  | {\displaystyle P4/n\,({\frac {1}{2}}{\frac {1}{2}}\gamma )q0}         | 86.1  | {\displaystyle P4_{2}/n\,(00\gamma )q0}                                 |
| 86.2                              | {\displaystyle P4_{2}/n\,({\frac {1}{2}}{\frac {1}{2}}\gamma )}       | 87.1  | {\displaystyle I4/m\,(00\gamma )}                                       | 87.2  | {\displaystyle I4/m\,(00\gamma )s0}                                   | 88.1  | {\displaystyle I4_{1}/a\,(00\gamma )}                                 | 89.1  | {\displaystyle P422\,(00\gamma )}                                       |
| 89.2                              | {\displaystyle P422\,(00\gamma )q00}                                  | 89.3  | {\displaystyle P422\,(00\gamma )s00}                                    | 89.4  | {\displaystyle P422\,({\frac {1}{2}}{\frac {1}{2}}\gamma )}           | 89.5  | {\displaystyle P422\,({\frac {1}{2}}{\frac {1}{2}}\gamma )q00}        | 90.1  | {\displaystyle P42_{1}2\,(00\gamma )}                                   |
| 90.2                              | {\displaystyle P42_{1}2\,(00\gamma )q00}                              | 90.3  | {\displaystyle P42_{1}2\,(00\gamma )s00}                                | 91.1  | {\displaystyle P4_{1}22\,(00\gamma )}                                 | 91.2  | {\displaystyle P4_{1}22\,({\frac {1}{2}}{\frac {1}{2}}\gamma )}       | 92.1  | {\displaystyle P4_{1}2_{1}2\,(00\gamma )}                               |
| 93.1                              | {\displaystyle P4_{2}22\,(00\gamma )}                                 | 93.2  | {\displaystyle P4_{2}22\,(00\gamma )q00}                                | 93.3  | {\displaystyle P4_{2}22\,({\frac {1}{2}}{\frac {1}{2}}\gamma )}       | 93.4  | {\displaystyle P4_{2}22\,({\frac {1}{2}}{\frac {1}{2}}\gamma )q00}    | 94.1  | {\displaystyle P4_{2}2_{1}2\,(00\gamma )}                               |
| 94.2                              | {\displaystyle P4_{2}2_{1}2\,(00\gamma )q00}                          | 95.1  | {\displaystyle P4_{3}22\,(00\gamma )}                                   | 95.2  | {\displaystyle P4_{3}22\,({\frac {1}{2}}{\frac {1}{2}}\gamma )}       | 96.1  | {\displaystyle P4_{3}2_{1}2\,(00\gamma )}                             | 97.1  | {\displaystyle I422\,(00\gamma )}                                       |
| 97.2                              | {\displaystyle I422\,(00\gamma )q00}                                  | 97.3  | {\displaystyle I422\,(00\gamma )s00}                                    | 98.1  | {\displaystyle I4_{1}22\,(00\gamma )}                                 | 98.2  | {\displaystyle I4_{1}22\,(00\gamma )q00}                              | 99.1  | {\displaystyle P4mm\,(00\gamma )}                                       |
| 99.2                              | {\displaystyle P4mm\,(00\gamma )ss0}                                  | 99.3  | {\displaystyle P4mm\,(00\gamma )0ss}                                    | 99.4  | {\displaystyle P4mm\,(00\gamma )s0s}                                  | 99.5  | {\displaystyle P4mm\,({\frac {1}{2}}{\frac {1}{2}}\gamma )}           | 99.6  | {\displaystyle P4mm\,({\frac {1}{2}}{\frac {1}{2}}\gamma )0ss}          |
| 100.1                             | {\displaystyle P4bm\,(00\gamma )}                                     | 100.2 | {\displaystyle P4bm\,(00\gamma )ss0}                                    | 100.3 | {\displaystyle P4bm\,(00\gamma )0ss}                                  | 100.4 | {\displaystyle P4bm\,(00\gamma )s0s}                                  | 100.5 | {\displaystyle P4bm\,({\frac {1}{2}}{\frac {1}{2}}\gamma )qq0}          |
| 100.6                             | {\displaystyle P4bm\,({\frac {1}{2}}{\frac {1}{2}}\gamma )qqs}        | 101.1 | {\displaystyle P4_{2}cm\,(00\gamma )}                                   | 101.2 | {\displaystyle P4_{2}cm\,(00\gamma )0ss}                              | 101.3 | {\displaystyle P4_{2}cm\,({\frac {1}{2}}{\frac {1}{2}}\gamma )}       | 101.4 | {\displaystyle P4_{2}cm\,({\frac {1}{2}}{\frac {1}{2}}\gamma )0ss}      |
| 102.1                             | {\displaystyle P4_{2}nm\,(00\gamma )}                                 | 102.2 | {\displaystyle P4_{2}nm\,(00\gamma )0ss}                                | 102.3 | {\displaystyle P4_{2}nm\,({\frac {1}{2}}{\frac {1}{2}}\gamma )qq0}    | 102.4 | {\displaystyle P4_{2}nm\,({\frac {1}{2}}{\frac {1}{2}}\gamma )qqs}    | 103.1 | {\displaystyle P4cc\,(00\gamma )}                                       |
| 103.2                             | {\displaystyle P4cc\,(00\gamma )ss0}                                  | 103.3 | {\displaystyle P4cc\,({\frac {1}{2}}{\frac {1}{2}}\gamma )}             | 104.1 | {\displaystyle P4nc\,(00\gamma )}                                     | 104.2 | {\displaystyle P4nc\,(00\gamma )ss0}                                  | 104.3 | {\displaystyle P4nc\,({\frac {1}{2}}{\frac {1}{2}}\gamma )qq0}          |
| 105.1                             | {\displaystyle P4_{2}mc\,(00\gamma )}                                 | 105.2 | {\displaystyle P4_{2}mc\,(00\gamma )ss0}                                | 105.3 | {\displaystyle P4_{2}mc\,({\frac {1}{2}}{\frac {1}{2}}\gamma )}       | 106.1 | {\displaystyle P4_{2}bc\,(00\gamma )}                                 | 106.2 | {\displaystyle P4_{2}bc\,(00\gamma )ss0}                                |
| 106.3                             | {\displaystyle P4_{2}bc\,({\frac {1}{2}}{\frac {1}{2}}\gamma )qq0}    | 107.1 | {\displaystyle I4mm\,(00\gamma )}                                       | 107.2 | {\displaystyle I4mm\,(00\gamma )ss0}                                  | 107.3 | {\displaystyle I4mm\,(00\gamma )0ss}                                  | 107.4 | {\displaystyle I4mm\,(00\gamma )s0s}                                    |
| 108.1                             | {\displaystyle I4cm\,(00\gamma )}                                     | 108.2 | {\displaystyle I4cm\,(00\gamma )ss0}                                    | 108.3 | {\displaystyle I4cm\,(00\gamma )0ss}                                  | 108.4 | {\displaystyle I4cm\,(00\gamma )s0s}                                  | 109.1 | {\displaystyle I4_{1}md\,(00\gamma )}                                   |
| 109.2                             | {\displaystyle I4_{1}md\,(00\gamma )ss0}                              | 110.1 | {\displaystyle I4_{1}cd\,(00\gamma )}                                   | 110.2 | {\displaystyle I4_{1}cd\,(00\gamma )ss0}                              | 111.1 | {\displaystyle P{\bar {4}}2m\,(00\gamma )}                            | 111.2 | {\displaystyle P{\bar {4}}2m\,(00\gamma )00s}                           |
| 111.3                             | {\displaystyle P{\bar {4}}2m\,({\frac {1}{2}}{\frac {1}{2}}\gamma )}  | 111.4 | {\displaystyle P{\bar {4}}2m\,({\frac {1}{2}}{\frac {1}{2}}\gamma )00s} | 112.1 | {\displaystyle P{\bar {4}}2c\,(00\gamma )}                            | 112.2 | {\displaystyle P{\bar {4}}2c\,({\frac {1}{2}}{\frac {1}{2}}\gamma )}  | 113.1 | {\displaystyle P{\bar {4}}2_{1}m\,(00\gamma )}                          |
| 113.2                             | {\displaystyle P{\bar {4}}2_{1}m\,(00\gamma )00s}                     | 114.1 | {\displaystyle P{\bar {4}}2_{1}c\,(00\gamma )}                          | 115.1 | {\displaystyle P{\bar {4}}m2\,(00\gamma )}                            | 115.2 | {\displaystyle P{\bar {4}}m2\,(00\gamma )0s0}                         | 115.3 | {\displaystyle P{\bar {4}}m2\,({\frac {1}{2}}{\frac {1}{2}}\gamma )}    |
| 116.1                             | {\displaystyle P{\bar {4}}c2\,(00\gamma )}                            | 116.2 | {\displaystyle P{\bar {4}}c2\,({\frac {1}{2}}{\frac {1}{2}}\gamma )}    | 117.1 | {\displaystyle P{\bar {4}}b2\,(00\gamma )}                            | 117.2 | {\displaystyle P{\bar {4}}b2\,(00\gamma )0s0}                         | 117.3 | {\displaystyle P{\bar {4}}b2\,({\frac {1}{2}}{\frac {1}{2}}\gamma )0q0} |
| 118.1                             | {\displaystyle P{\bar {4}}n2\,(00\gamma )}                            | 118.2 | {\displaystyle P{\bar {4}}n2\,({\frac {1}{2}}{\frac {1}{2}}\gamma )0q0} | 119.1 | {\displaystyle I{\bar {4}}m2\,(00\gamma )}                            | 119.2 | {\displaystyle I{\bar {4}}m2\,(00\gamma )0s0}                         | 120.1 | {\displaystyle I{\bar {4}}c2\,(00\gamma )}                              |
| 120.2                             | {\displaystyle I{\bar {4}}c2\,(00\gamma )0s0}                         | 121.1 | {\displaystyle I{\bar {4}}2m\,(00\gamma )}                              | 121.2 | {\displaystyle I{\bar {4}}2m\,(00\gamma )00s}                         | 122.1 | {\displaystyle I{\bar {4}}2d\,(00\gamma )}                            | 123.1 | {\displaystyle P4/mmm\,(00\gamma )}                                     |
| 123.2                             | {\displaystyle P4/mmm\,(00\gamma )s0s0}                               | 123.3 | {\displaystyle P4/mmm\,(00\gamma )00ss}                                 | 123.4 | {\displaystyle P4/mmm\,(00\gamma )s00s}                               | 123.5 | {\displaystyle P4/mmm\,({\frac {1}{2}}{\frac {1}{2}}\gamma )}         | 123.6 | {\displaystyle P4/mmm\,({\frac {1}{2}}{\frac {1}{2}}\gamma )00ss}       |
| 124.1                             | {\displaystyle P4/mcc\,(00\gamma )}                                   | 124.2 | {\displaystyle P4/mcc\,(00\gamma )s0s0}                                 | 124.3 | {\displaystyle P4/mcc\,({\frac {1}{2}}{\frac {1}{2}}\gamma )}         | 125.1 | {\displaystyle P4/nbm\,(00\gamma )}                                   | 125.2 | {\displaystyle P4/nbm\,(00\gamma )s0s0}                                 |
| 125.3                             | {\displaystyle P4/nbm\,(00\gamma )00ss}                               | 125.4 | {\displaystyle P4/nbm\,(00\gamma )s00s}                                 | 125.5 | {\displaystyle P4/nbm\,({\frac {1}{2}}{\frac {1}{2}}\gamma )q0q0}     | 125.6 | {\displaystyle P4/nbm\,({\frac {1}{2}}{\frac {1}{2}}\gamma )q0qs}     | 126.1 | {\displaystyle P4/nnc\,(00\gamma )}                                     |
| 126.2                             | {\displaystyle P4/nnc\,(00\gamma )s0s0}                               | 126.3 | {\displaystyle P4/nnc\,({\frac {1}{2}}{\frac {1}{2}}\gamma )q0q0}       | 127.1 | {\displaystyle P4/mbm\,(00\gamma )}                                   | 127.2 | {\displaystyle P4/mbm\,(00\gamma )s0s0}                               | 127.3 | {\displaystyle P4/mbm\,(00\gamma )00ss}                                 |
| 127.4                             | {\displaystyle P4/mbm\,(00\gamma )s00s}                               | 128.1 | {\displaystyle P4/mnc\,(00\gamma )}                                     | 128.2 | {\displaystyle P4/mnc\,(00\gamma )s0s0}                               | 129.1 | {\displaystyle P4/nmm\,(00\gamma )}                                   | 129.2 | {\displaystyle P4/nmm\,(00\gamma )s0s0}                                 |
| 129.3                             | {\displaystyle P4/nmm\,(00\gamma )00ss}                               | 129.4 | {\displaystyle P4/nmm\,(00\gamma )s00s}                                 | 130.1 | {\displaystyle P4/ncc\,(00\gamma )}                                   | 130.2 | {\displaystyle P4/ncc\,(00\gamma )s0s0}                               | 131.1 | {\displaystyle P4_{2}/mmc\,(00\gamma )}                                 |
| 131.2                             | {\displaystyle P4_{2}/mmc\,(00\gamma )s0s0}                           | 131.3 | {\displaystyle P4_{2}/mmc\,({\frac {1}{2}}{\frac {1}{2}}\gamma )}       | 132.1 | {\displaystyle P4_{2}/mcm\,(00\gamma )}                               | 132.2 | {\displaystyle P4_{2}/mcm\,(00\gamma )00ss}                           | 132.3 | {\displaystyle P4_{2}/mcm\,({\frac {1}{2}}{\frac {1}{2}}\gamma )}       |
| 132.4                             | {\displaystyle P4_{2}/mcm\,({\frac {1}{2}}{\frac {1}{2}}\gamma )00ss} | 133.1 | {\displaystyle P4_{2}/nbc\,(00\gamma )}                                 | 133.2 | {\displaystyle P4_{2}/nbc\,(00\gamma )s0s0}                           | 133.3 | {\displaystyle P4_{2}/nbc\,({\frac {1}{2}}{\frac {1}{2}}\gamma )q0q0} | 134.1 | {\displaystyle P4_{2}/nnm\,(00\gamma )}                                 |
| 134.2                             | {\displaystyle P4_{2}/nnm\,(00\gamma )00ss}                           | 134.3 | {\displaystyle P4_{2}/nnm\,({\frac {1}{2}}{\frac {1}{2}}\gamma )q0q0}   | 134.4 | {\displaystyle P4_{2}/nnm\,({\frac {1}{2}}{\frac {1}{2}}\gamma )q0qs} | 135.1 | {\displaystyle P4_{2}/mbc\,(00\gamma )}                               | 135.2 | {\displaystyle P4_{2}/mbc\,(00\gamma )s0s0}                             |
| 136.1                             | {\displaystyle P4_{2}/mnm\,(00\gamma )}                               | 136.2 | {\displaystyle P4_{2}/mnm\,(00\gamma )00ss}                             | 137.1 | {\displaystyle P4_{2}/nmc\,(00\gamma )}                               | 137.2 | {\displaystyle P4_{2}/nmc\,(00\gamma )s0s0}                           | 138.1 | {\displaystyle P4_{2}/ncm\,(00\gamma )}                                 |
| 138.2                             | {\displaystyle P4_{2}/ncm\,(00\gamma )00ss}                           | 139.1 | {\displaystyle I4/mmm\,(00\gamma )}                                     | 139.2 | {\displaystyle I4/mmm\,(00\gamma )s0s0}                               | 139.3 | {\displaystyle I4/mmm\,(00\gamma )00ss}                               | 139.4 | {\displaystyle I4/mmm\,(00\gamma )s00s}                                 |
| 140.1                             | {\displaystyle I4/mcm\,(00\gamma )}                                   | 140.2 | {\displaystyle I4/mcm\,(00\gamma )s0s0}                                 | 140.3 | {\displaystyle I4/mcm\,(00\gamma )00ss}                               | 140.4 | {\displaystyle I4/mcm\,(00\gamma )s00s}                               | 141.1 | {\displaystyle I4_{1}/amd\,(00\gamma )}                                 |
| 141.2                             | {\displaystyle I4_{1}/amd\,(00\gamma )s0s0}                           | 142.1 | {\displaystyle I4_{1}/acd\,(00\gamma )}                                 | 142.2 | {\displaystyle I4_{1}/acd\,(00\gamma )s0s0}                           |       |                                                                       |       |                                                                         |